# William Regis Fey
William Regis Fey (Pittsburgh, 6 novembre 1942 – Pittsburgh, 19 gennaio 2021) è stato un vescovo cattolico e missionario statunitense.

## Biografia
William Regis Fey nacque a Pittsburgh, in Pennsylvania, il 6 novembre 1942.

### Formazione e ministero sacerdotale
Frequentò la Middlesex Township Elementary School e la St. Paul Grade School a Butler. Completati gli studi secondari, entrò nel convento dell'Ordine dei frati minori cappuccini a Herman. Compiuto il periodo di noviziato, il 14 luglio 1963 pronunciò i primi voti. Studiò filosofia al seminario "San Fedele" di Herman e teologia al Capuchin College di Washington. Il 14 luglio 1966 emise la professione solenne.
Il 19 ottobre 1968 fu ordinato presbitero. Nel 1970 conseguì il Master of Arts in teologia presso l'Università Cattolica d'America a Washington. Lo stesso anno fu inviato nel Regno Unito per studi. Nel 1974 conseguì il dottorato di ricerca in filosofia presso l'Università di Oxford con una tesi intitolata "John Henry Newman, empiricist philosophy and the certainty of faith" che pubblicò un paio di anni dopo. Tornato in patria fu professore di filosofia presso il seminario "San Fedele" di Herman e formatore al St. Charles Borromeo Seminary College in Ohio dal 1974 al 1986. Tra il 1986 e il 1987 si prese un anno sabbatico che spese come visiting lecturer di filosofia presso il St. Bonaventure College di Lusaka, in Zambia, e durante il quale maturò il desiderio di partire come missionario.
Nella primavera del 1987 giunse in Papua Nuova Guinea. Inizialmente prestò servizio nel noviziato dei cappuccini e nella parrocchia di Pangia, in diocesi di Mendi, e contemporaneamente studiò la lingua tok pidgin e la cultura melanesiana. Poi insegnò filosofia a Port Moresby. In seguito fu direttore della Casa di formazione dei cappuccini a Bomana e professore nel seminario interdiocesano "Santo Spirito" dal 1988 al 1998; professore e decano nella Facoltà di filosofia dell'Istituto teologico cattolico di Bomana dal 1998 al 2007 e delegato-superiore provinciale del suo ordine con residenza nella diocesi di Mendi.
Fu anche segretario della commissione per l'ecumenismo della Conferenza episcopale di Papua Nuova Guinea e Isole Solomone.

### Ministero episcopale
L'8 giugno 2010 papa Benedetto XVI lo nominò vescovo di Kimbe. Ricevette l'ordinazione episcopale il 9 ottobre successivo a Kimbe dall'arcivescovo metropolita di Rabaul Karl Hesse, co-consacranti l'arcivescovo Francisco Montecillo Padilla, nunzio apostolico in Papua Nuova Guinea e nella Isole Salomone, e il vescovo di Mendi Stephen Joseph Reichert.
Nel giugno del 2012 compì la visita ad limina.
Con il sostegno dei Cavalieri della Croce del Sud - Australia attuò numerose iniziative in diocesi. Promosse la costruzione di un centro di formazione catechistica nella sua diocesi e collaborò con il governo provinciale della Nuova Britannia alla creazione di un college per insegnanti. La passione per l'ecumenismo del defunto vescovo di Townsville Michael Ernest Putney incoraggiò il vescovo Fey a creare la prima alleanza al mondo tra una Conferenza episcopale cattolica e una provincia anglicana. Collaborò anche con la Conferenza episcopale del Pacifico.
Il 18 ottobre 2019 papa Francesco accettò la sua rinuncia al governo pastorale della diocesi per raggiunti limiti di età. Rimase in diocesi ancora per qualche mese e nel luglio del 2020 si trasferì nel convento di Sant'Agostino a Pittsburgh.
Morì dopo una settimana di ricovero allo Shadyside Hospital di Pittsburgh alle 23:30 del 19 gennaio 2021 all'età di 78 anni per COVID-19. Le esequie si tennero il 25 gennaio alle ore 10 nella chiesa di Sant'Agostino a Pittsburgh, sede della parrocchia di Nostra Signora degli Angeli. È sepolto nel settore dei frati cappuccini del cimitero di Santa Maria a Herman.

## Opere
- Faith and Doubt: the Unfolding of Newman's Thought on Certainty, Patmos Press, 1976,  pp. 230, ISBN 978–0915762026.

## Genealogia episcopale
La genealogia episcopale è:
- Cardinale Scipione Rebiba
- Cardinale Giulio Antonio Santori
- Cardinale Girolamo Bernerio, O.P.
- Arcivescovo Galeazzo Sanvitale
- Cardinale Ludovico Ludovisi
- Cardinale Luigi Caetani
- Cardinale Ulderico Carpegna
- Cardinale Paluzzo Paluzzi Altieri degli Albertoni
- Papa Benedetto XIII
- Papa Benedetto XIV
- Papa Clemente XIII
- Cardinale Antonio Dugnani
- Arcivescovo Jean-Charles de Coucy
- Cardinale Gustave-Maximilien-Juste de Croÿ-Solre
- Vescovo Charles-Auguste-Marie-Joseph Forbin-Janson
- Cardinale François-Auguste-Ferdinand Donnet
- Vescovo Charles-Emile Freppel
- Cardinale Louis-Henri-Joseph Luçon
- Cardinale Charles-Henri-Joseph Binet
- Cardinale Maurice Feltin
- Cardinale Jean-Marie Villot
- Arcivescovo Andrea Cordero Lanza di Montezemolo
- Arcivescovo Karl Hesse, M.S.C.
- Vescovo William Regis Fey, O.F.M.Cap.